# Richard de Luci

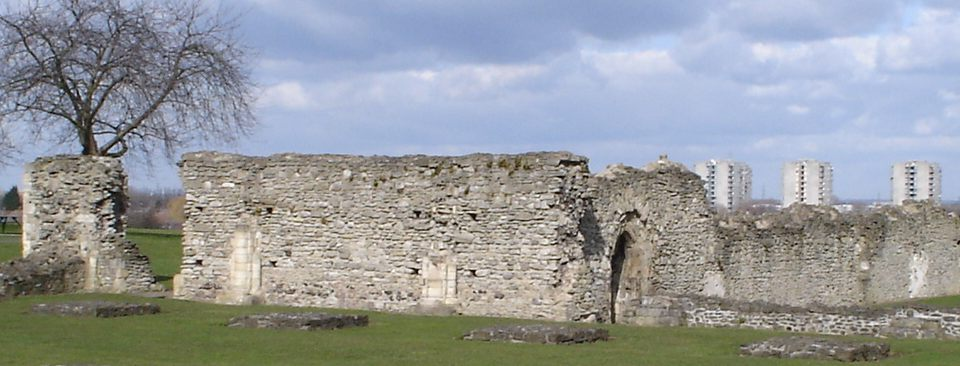
Ruines de l'abbaye de Lesnes, fondée par Richard de Luci en 1178.

Richard de Luci ou de Lucy ou de Lucé (début du XIIe – 14 juillet 1179), lord d'Ongar (Essex), justiciar en chef d'Angleterre, soldat et administrateur, est un important baron anglo-normand et agent au service des rois Étienne et Henri II d'Angleterre, qu'il servit avec une loyauté irréprochable.

## Biographie

### Parenté
Richard de Luci est le fils de Josselin de Lucé (cependant il n'y a aucune preuve de l'existence de Josselin autre que dans les "Chroniques de Cadfael" - qui donna son nom au Bois Josselin en La Baroche-sous-Lucé) et d'Aveline de Domfront, petite-fille de Guérin de Domfront par sa mère Mathilde, de la famille de Bellême. Sa famille, originaire de Lucé (aujourd'hui dans l'Orne), possède des terres en Angleterre (Kent, Est-Anglie), mais aussi en Normandie (la Brisolière et le Pont à l'âne en Lucé, le Bois-Josselin, la Lande Fricotine, le Bois-Mouté, les Burelières avec l'étang et le clos des 7 sources en La Baroche-sous-Lucé, la terre du Lude en Saint-Front (Orne), et la foire des Bruyères en Domfront (Orne)). Un de ses frères, Walter (ou Gautier) devient abbé de Battle (Sussex de l'Est). Un autre frère se prénomme Robert, et un autre est possiblement Herbert.

### Sous le règne d'Étienne
Il est possible que Richard de Luci ait été au service du roi Henri Ier, car il semble avoir reçu de lui des terres dans le Suffolk. Il est au service d'Étienne dès le début de son règne, et notamment en Normandie en octobre 1138, quand il défend le château de Falaise contre Geoffroy V d'Anjou (dit Plantagenêt).
Par la suite, il est en permanence dans l'entourage royal durant la guerre civile (dite « l'Anarchie ») qui oppose les partisans d'Étienne et de Mathilde l'Emperesse, la fille et héritière d'Henri Ier, pour le trône d'Angleterre. Luci reste loyal à Étienne, alors que de nombreux barons changent d'allégeance au gré de leurs intérêts. Il devient rapidement l'un des hommes les plus proches du roi. En 1153, il mène un raid dans la vallée de la Tamise, un territoire contrôlé par Henri Plantagenêt, le fils de l'Emperesse, qui a repris les revendications de sa mère à son propre compte. Fin 1153, le roi Étienne négocie avec son rival, et il est décidé que Henri lui succédera sur le trône anglais à sa mort. Les deux hommes montrent leur confiance envers Richard de Luci en lui confiant la garde de la Tour de Londres et du château de Windsor. Il est convenu que Luci devra en remettre les remettre au futur roi Henri à la mort d'Étienne ; son fils sert d'otage à cet effet.

### Début du règne d'Henri II
À la mort d'Étienne, en 1154, Luci se met au service d'Henri II. Il est très rapidement nommé co-justiciar du royaume, avec Robert II de Beaumont, le 2e comte de Leicester. Pour l'historienne Émilie Amt, « sa connaissance du gouvernement anglais, ses antécédents irréprochables de loyauté – bien qu'au service du rival d'Henri II, et son service toujours compétent le recommande sans aucun doute au roi ».
Dans les premières années du nouveau règne, il occupe les fonctions de shérif de l'Essex et du Hertfordshire. Puis, il se consacre plus étroitement à l'administration centrale anglaise. Il participe à l'élaboration des constitutions de Clarendon, en 1164. La même année, il est à l'étranger, peut-être de retour d'un pèlerinage à Saint-Jacques-de-Compostelle. Il rencontre alors Thomas Becket, l'archevêque exilé de Cantorbéry. Sur les ordres du roi, il avait joué un rôle important afin de lui obtenir le siège archiépiscopal, en 1162,. Il essaie de servir d'intermédiaire à une réconciliation entre l'archevêque et le roi, mais au lieu de cela, il se querelle violemment avec l'ecclésiastique, et renonce à son hommage envers lui. En 1166, Luci fait partie de ceux qui sont excommuniés par l'archevêque, pour avoir contribué aux constitutions de Clarendon et pour être des soutiens d'Henri II. Luci est absous par l'évêque de St Asaph en 1167, et à nouveau excommunié par Becket en 1169.
Avec le départ de Becket de la chancellerie et la retraite du trésorier Néel d'Ely (1164-1165), le pouvoir des justiciars grandit. En 1166, Luci est parmi les premiers à être envoyé dans le royaume en tant que juge itinérant. L'année suivante, il commande les forces militaires qui empêchent Mathieu d'Alsace, comte de Boulogne, de débarquer en Angleterre pour revendiquer l'honneur de Boulogne. À la mort du comte de Leicester, en 1168, Luci reste le seul justiciar du royaume. Il continue donc à exercer des fonctions de vice-roi durant les absence d'Henri II du royaume.

### Révolte de 1173-1174
C'est durant les dix dernières années de sa vie que son influence est la plus grande. Il est alors appelé « la plus proche homme du roi » et « l'homme le plus puissant du royaume » par les chroniqueurs. Il est le commandant des forces royales d'Angleterre lors de la révolte de 1173-1174 menée par les fils d'Henri II. Secondé par Réginald de Dunstanville, comte de Cornouailles, il assiège et prend la ville de Leicester, possession de Robert III de Beaumont, le comte rebelle de Leicester. Puis, aidé de Onfroy (III) de Bohun, il va dans le nord du royaume repousser une invasion du roi d'Écosse Guillaume le Lion. Il conclut une trêve avec le souverain écossais, afin de revenir dans les Midlands contrer victorieusement le retour en Angleterre du comte de Leicester. Pour l'historienne Émilie Amt, « sa prudence, son énergie et son succès durant cette longue crise augmentèrent considérablement non seulement sa propre réputation, mais aussi celle de la fonction de justiciar ». Par la suite, il est une sorte d’alter ego du roi, organisant la défense, la justice et les finances du royaume. Plus généralement, il est trésorier et chef exécutif du roi. Il est dit qu'Henri II le surnommait « Richard le Loyal, ».

### Possessions et fin de vie
Se sentant certainement vieux, il abandonne sa fonction de justiciar à l'hiver 1178-1179, et entre comme chanoine dans l'abbaye augustine de Lesnes (à Westwood, Kent) qu'il avait fondée en 1178. C'est là qu'il meurt le 14 juillet 1179, et qu'il est enterré. Il est un bienfaiteur du prieuré de la Sainte-Trinité de Londres, et de l'abbaye de la Bataille, où son frère est abbé de 1139 à 1171. Ses deux petits-fils lui succèdent tour à tour, puis ses filles et petites-filles.
Étant proche du pouvoir pendant de longues années, Richard de Luci a été très régulièrement récompensé de ses services avec des terres. Son héritage était constitué par des terres devant un service militaire de sept chevaliers. Il y ajoute de généreuses donations du roi Étienne dans son honneur de Boulogne, notamment à Ongar (Essex), qui deviendra sa résidence et où il bâtira un château. D'Henri II, il reçoit une nouvelle donation dans le hundred d'Ongar. Luci devient de plus un allié et un vassal de plusieurs proches du roi. En 1166, il doit un service militaire de 30 chevaliers.
Luci est aussi connu pour avoir, avec son frère Walter, conclu un « traité d'amitié » avec Réginald de Dunstanville, comte de Cornouailles, un fils illégitime d'Henri Ier, et donc oncle d'Henri II ; et avec Richard du Hommet, le constable royal.

## Famille et descendance
Il épouse Roysia, une femme de parenté inconnue. Ils ont pour descendance connue :
- Geoffrey ou Geoffroy , un très proche de Richard Cœur de Lion (C'est lui qui porte le chaperon royal lors de son sacre en la Cathédrale de Westminster le 3 septembre 1189).
- Godfrey († 11 ou 12 septembre 1204), évêque de Winchester en 1189[3] ;
- Matilde, épouse Walter fitz Robert de Clare, lord de Little Dunmow (Essex)[1] ;
- Aveline, épouse Gilbert de Montfichet[1] ;
- Alice, épouse Odinel (II) d'Umfraville († 1182), lord de Prudhoe et Redesdale[1].

### Sources
- Émilie Amt, « Lucy, Richard de (d. 1179) », Oxford Dictionary of National Biography, Oxford University Press, 2004. (Attention : Amt ne fait pas référence à Josselin de Lucé et Aveline de Domfront)
- « De Lucy, Richard (d. 1179) », Christopher Tyerman, Who's Who in Early Medieval England, 1066-1272, Shepheard-Walwyn, 1996 (ISBN 0856831328).
- Régine Pernoud , « Aliénor d'Aquitaine» Albin Michel 1966
- Georges Lasseur  « Histoire de la ville de Domfront et de ses environs» Le Livre d'Histoire 1948